# Luseogliflozina
La luseogliflozina (nombre comercial Lusef ) es un fármaco (un inhibidor de SGLT2 ) utilizado para el tratamiento de la diabetes mellitus tipo 2. Fue aprobado para su uso en Japón en 2014. En un metanálisis que incluyó datos de 10 ensayos controlados aleatorios (1304 pacientes), Dutta et. al. demostraron la buena eficacia glucémica (reducción media de la hemoglobina glucosilada de -0,76 % y reducción media de la glucosa en ayunas de -26,69 mg/dl) y la seguridad de la luseogliflozina 2,5 mg/día en comparación con placebo. Los beneficios adicionales incluyen una reducción significativa de la presión arterial sistólica (-4,19 mm Hg), los triglicéridos séricos (-12,60 mg/dl), el ácido úrico (-0,48 mg/dl) y la alanina aminotransferasa (-4,11 UI/L) en comparación con el placebo, lo que destaca el impacto beneficioso en los diferentes aspectos del síndrome metabólico.